# Paulino García
Paulino García Macharain (San Sebastián, 1896-Rentería, 29 de marzo de 1970) fue un sastre y político español. Se proclamó alcalde de Rentería en las elecciones municipales del 12 de abril de 1931 y fue alcalde de la villa hasta que dimitió en 1934.